# Daxi (Staat)
Daxi (chinesisch 大西, Pinyin Dàxī, W.-G. Ta-hsi; 1644–1646) war eine von Zhang Xianzhong, dem Führer eines bewaffneten Bauernaufstandes, Ende der Ming-Dynastie in Sichuan gegründete Herrschaft. Der Aufstand fand zum Ende der Chongzhen-Ära (1628–1644) des letzten Ming-Herrschers Ming Sizong (reg. 1627–1644) statt. 1643 besetzten die Truppen zunächst Wuchang und Zhang Xianzhong ließ sich zum "König des Großen Westens" ausrufen (Daxi wang), im folgenden Jahr ließ er sich im zu weiten Teilen eroberten Sichuan in Chengdu zum Kaiser ausrufen. Sun Kewang, Li Dingguo, Liu Wenxiu und Ai Nengqi waren seine vier höchsten Generäle („Adoptivsöhne“).
Der Staat hatte Chengdu zur «Westlichen Hauptstadt» (Xijing), der erste (und einzige) Äraname war Dashun. Die Herrschaft wurde nach nur drei Jahren von der Qing-Armee beendet und Zhang Xianzhong Anfang 1647 getötet. 
Bei dem Aufstand wurden sehr viele Menschen getötet, er soll große Verwüstungen hinterlassen haben. Zhang Xianzhong gilt als einer der größten Schlächter in der chinesischen Geschichte.
Li Dingguo (1621–1662) und Sun Kewang in den Provinzen Yunnan und Guizhou südlich von Sichuan ergaben sich später dem Yongli-Kaiser der Südlichen Ming-Dynastie. 

## Geschichtliches
Im gleichen Jahr 1644 bestieg Li Zicheng in Xi’an den Thron, nannte den Staat Dashun und die Herrschaft Yongchang.